# وزارة العدل (روسيا)
وزارة العدل في الاتحاد الروسي (بالروسية: Министе́рство юсти́ции Росси́йской Федера́ции، Миню́ст Росси́и) هي وزارة تابعة لحكومة روسيا مسؤولة عن النظام القانوني ونظام العقوبات وهي السلطة الفيدرالية لتشغيل المحاكم والإصلاحيات في روسيا، يقع المقر الرئيسي لوزارة العدل في موسكو.

## تاريخ التأسيس
تأسست وزارة العدل في عام 1991 من خلال إعادة تسمية وزارة العدل الروسية في اعقاب الاتحاد السوفيتي، بعد ان كان اسمها وزارة العدل في الإمبراطورية الروسية حيث تأسست في 8 سبتمبر 1802 بواسطة ألسكندر الأول.
في 25 ديسمبر 1991، قرر مجلس السوفيت الأعلى لجمهورية روسيا الاتحادية إطلاق اسم الاتحاد الروسي (روسيا) بدلا من روسيا الاتحادية ووافق مجلس نواب الشعب في روسيا الاتحادية الاشتراكية السوفياتية على إعادة التسمية وإدخال التعديلات المناسبة على الدستور وبالتالي انتقل امها من وزارة العدل في جمهورية روسيا الاتحادية الاشتراكية السوفيتية الى وزارة للعدل في الاتحاد الروسي.

## المهام
- تنفيذ العقوبات الجنائية (من قبل دائرة السجون الاتحادية )
- الإشراف على المنظمات غير الربحية المسجلة، بما في ذلك مكاتب المنظمات الدولية والمنظمات غير الحكومية الأجنبية والجمعيات العامة والأحزاب السياسية والمنظمات الدينية، وكذلك توفير المعلومات عنها
- نشاط المرافعة والتوثيق.
- تسجيل الحالة المدنية.
- التقنين والأبوستيل.
- ضمان النظام المستقر للمحاكم وتنفيذ الإجراءات القضائية والأجهزة الأخرى.
- مكافحة الفساد (بمساعدة المدعي العام لروسيا ).[1][4]

## العقوبات
وضعت كندا وزارة العدل الروسي على قوائم العقوبات بسبب انتهاكات حقوق الانسان في ضوء الغزو الروسي الأوكراني في التاسع عشر من ديسمبر 2022.

## انظر ايضا
- وزارة دفاع الاتحاد الروسي.
- حكومة روسيا.
- وزارة العدل في الإمبراطورية الروسية.